# Amerikaanse hopbeuk
De Amerikaanse hopbeuk (Ostrya virginiana) is een plant uit de berkenfamilie (Betulaceae). De soort is afkomstig uit Virginia (Verenigde Staten). In Nederland wordt deze soort minder vaak aangeplant dan de Europese hopbeuk (Ostrya carpinifolia). De boom wordt tot 15 m hoog. De takken zijn hangend en de jonge twijgen hebben dikwijls klierharen. De bladbasis is zwak hartvormig. De bladsteel is vaak met klierhaartjes of gesteelde kliertjes bezet. De vruchtjes zijn spoelvormig en aan het uiteinde kaal.